# Jinxter
Jinxter ist ein Textadventure mit Grafiken von Magnetic Scrolls aus dem Jahr 1987.

## Handlung
Jinxter ist im Genre Science Fantasy angesiedelt. Ort der Handlung ist das fiktive Land Aquitania, dass deutliche Züge des Großbritanniens der ersten Hälfte des 20. Jahrhunderts trägt. Vor mehreren Jahrhunderten wurde Aquitania durch die Macht der bösen Grünen Hexen bedroht, jedoch gelang es dem Magier Turani, ein Artefakt namens „Turanis Armreif“ zu erschaffen, das pures Glück enthielt, über Aquitania verteilte und dadurch die Grünen Hexen in Schach hielt. Die Großhexe Jannedor entwickelte jedoch einen Plan, um die Macht des Armreifs zu brechen. Jannedor stahl den Armreif, entfernte die daran angebrachten fünf magischen Talismane, versteckte sie an verschiedenen Orten und wartete darauf, dass die Magie des Armreifs schwach genug würde, dass sie ihn zerstören und dann Unheil über Aquitania bringen könnte. Hier setzt das Spiel ein: Die fünf Talismane müssen zeitnah gefunden und wieder in Turanis Armreif eingesetzt werden, da Aquitania sonst das Glück ausgeht und das Land unter den Einfluss der Grünen Hexen fällt. Der Spieler wird von einer geheimnisvollen Organisation namens „Guardians“ rekrutiert und erhält den Auftrag, seinen von den Grünen Hexen entführten Freund Xam zu befreien, die fünf Talismane zu beschaffen, sie mit Turanis Armreif zusammenzufügen, mit Hilfe des wiederhergestellten Armreifs Jannedor zu besiegen und ihre Burg zu zerstören.

## Spielprinzip und Technik
Jinxter ist ein Textadventure, das heißt, Umgebung und Geschehnisse werden als Bildschirmtext aus- und die Handlungen des Spielers ebenfalls als Text über die Tastatur eingegeben. In fast allen Versionen werden die Szenerie illustrierende, handgezeichnete Standbilder angezeigt; lediglich die Spectrum-+3- und die Apple-II-Versionen müssen wegen des begrenzten Speichers ohne jede grafische Untermalung auskommen.
Im Gegensatz zu den meisten Textadventures der damaligen Zeit ist es in Jinxter so gut wie unmöglich, zu sterben und das Spiel so zu verlieren. Was immer man als Spieler Gefährliches anstellt, es kommt stets einer der geheimnisvollen Guardians und rettet den Spieler. Nur im Rahmen der finalen Begegnung mit Jannedor ist ein tödlicher Fauxpas möglich.

## Produktionsnotizen
Jinxter ist das dritte Adventure von Magnetic Scrolls nach The Pawn und The Guild of Thieves. Es wurde ursprünglich von Georgina Sinclair geschrieben, der Schwester von Magnetic-Scrolls-Mitbegründerin Anita Sinclair. Auf Grund von Diskrepanzen zwischen Anita und Georgina musste jedoch Michael Bywater, Redakteur des britischen Satiremagazins „Punch“, das gesamte Skript binnen drei Wochen neu erstellen. Bywater hatte zuvor Erfahrungen im Bereich Textadventures gesammelt, als er temporär in die Entwicklung des Infocom-Adventures Bureaucracy involviert war, das federführend von seinem Freund Douglas Adams entwickelt wurde.
An Beilagen enthielt Jinxter einen „Old-Moose-Bolter“-Bierdeckel, einen versiegelten Umschlag mit Arbeitsanweisungen für Guardians und eine Ausgabe des „Independent Guardian“, einer Tageszeitung für Angehörige der „Guardians“-Organisation.

## Rezeption
Jinxter erhielt in der Fachpresse im Allgemeinen positive Reviews.
Die deutsche Power Play lobte unter anderem die „atemberaubend schönen“ Grafiken des Spiels. Auch Story, Puzzles und Parser des Spiels seien „absolute Spitzenklasse“; letztere böten sogar teils alternative Lösungswege. Redakteur Anatol Locker merkte an, dass die „sehr stimmungsvollen und ausführlichen“ Texte fortgeschrittene Englischkenntnisse voraussetzten.